# La Tache de naissance
La Tache de naissance (The Birth-Mark), aussi traduit en français sous le titre La Marque de naissance est une nouvelle fantastique de Nathaniel Hawthorne, publiée 1843 dans le journal The Pioneer, puis reprise dans le recueil Mosses from an Old Manse en 1846.

## Résumé
Brillant et réputé scientifique, le philosophe Aylmer délaisse sa carrière et ses expériences pour épouser la belle Georgiana, une beauté physique parfaite, sauf pour une petite tache de naissance rouge, en forme de main, qui marque sa joue.
Peu à peu, Aylmer développe une véritable obsession pour cette tache de naissance. Une nuit, il rêve qu'il élimine cette tache sur la joue de sa femme, comme il le ferait en grattant une marque sur la peau d'une pomme. Au réveil, l'idée continue de le hanter, bien qu'il ne se souvienne plus précisément de ce rêve jusqu'à ce que Georgiana lui demande ce qui a bien pu agiter son sommeil. Quand Aylmer se rappelle enfin les détails de son rêve, sa femme déclare qu'elle risquerait sa vie pour voir sa tache de naissance enfin disparaître de sa joue plutôt que de supporter l'horreur et la détresse ressenties par Aylmer quand il la voit.
Le lendemain, Aylmer décide d'emmener Georgiana dans le laboratoire. Là, en dépit de son attitude dégagée, il ne peut s'empêcher d'être intérieurement terrorisé en observant de près l'imperfection. Il semble au scientifique que tout lui paraît flou, hormis la tache de naissance. Aussi cherche-t-il les moyens de l'éradiquer. Il décrit ses recherches et ses succès, mais Georgiana commence à le soupçonner d'aller au-delà de ses connaissances. Aylmer, de son côté, l'accuse de venir l'espionner dans son laboratoire et peut-être même d'endommager ses précieux et délicats instruments. Après plusieurs discussions orageuses, Georgiana accepte de boire une potion que Aylmer a concocté pour elle en dépit des effets secondaires dangereux dont il l'avertit. Selon les expériences menées, dans un premier temps, la potion doit s'avérer efficace, comme testé sur une plante qui a semblé rajeunir après en avoir reçu quelques gouttes, mais nul ne sait ce qui peut ensuite se produire.
En prenant connaissance de cela et par empathie envers son mari en détresse, Georgiana absorbe la potion concoctée et s'endort rapidement. Aylmer constate alors que la marque de naissance s'efface peu à peu : elle est à peine visible quand Georgiana se réveille pour se réjouir avec son mari du résultat. Cependant, les effets secondaires de la potion se manifestent : Georgiana affirme bientôt qu'elle se meurt lentement et, au moment précis où la tache disparaît, la jeune femme s'éteint avec elle.

## Autour de la nouvelle
- La Tache de naissance est souvent comparée à la nouvelle Le Portrait ovale d'Edgar Allan Poe en raison du thème, commun aux deux nouvelles, de la recherche de la perfection esthétique qui conduit à la mort.

## Adaptation cinématographique
- 1987 : The Birthmark, court métrage américain réalisé par Jay Woelfel